# Polynema novickyi
Polynema novickyi är en stekelart som beskrevs av Soyka 1946. Polynema novickyi ingår i släktet Polynema och familjen dvärgsteklar.
Artens utbredningsområde är:
- Österrike.
- Tyskland.

Inga underarter finns listade i Catalogue of Life.